# Caloptilia sapina
Caloptilia sapina är en fjärilsart som beskrevs av Lajos Vári 1961. Caloptilia sapina ingår i släktet Caloptilia och familjen styltmalar.
Artens utbredningsområde är Namibia. Inga underarter finns listade i Catalogue of Life.